# Dálniční tunel Trojane

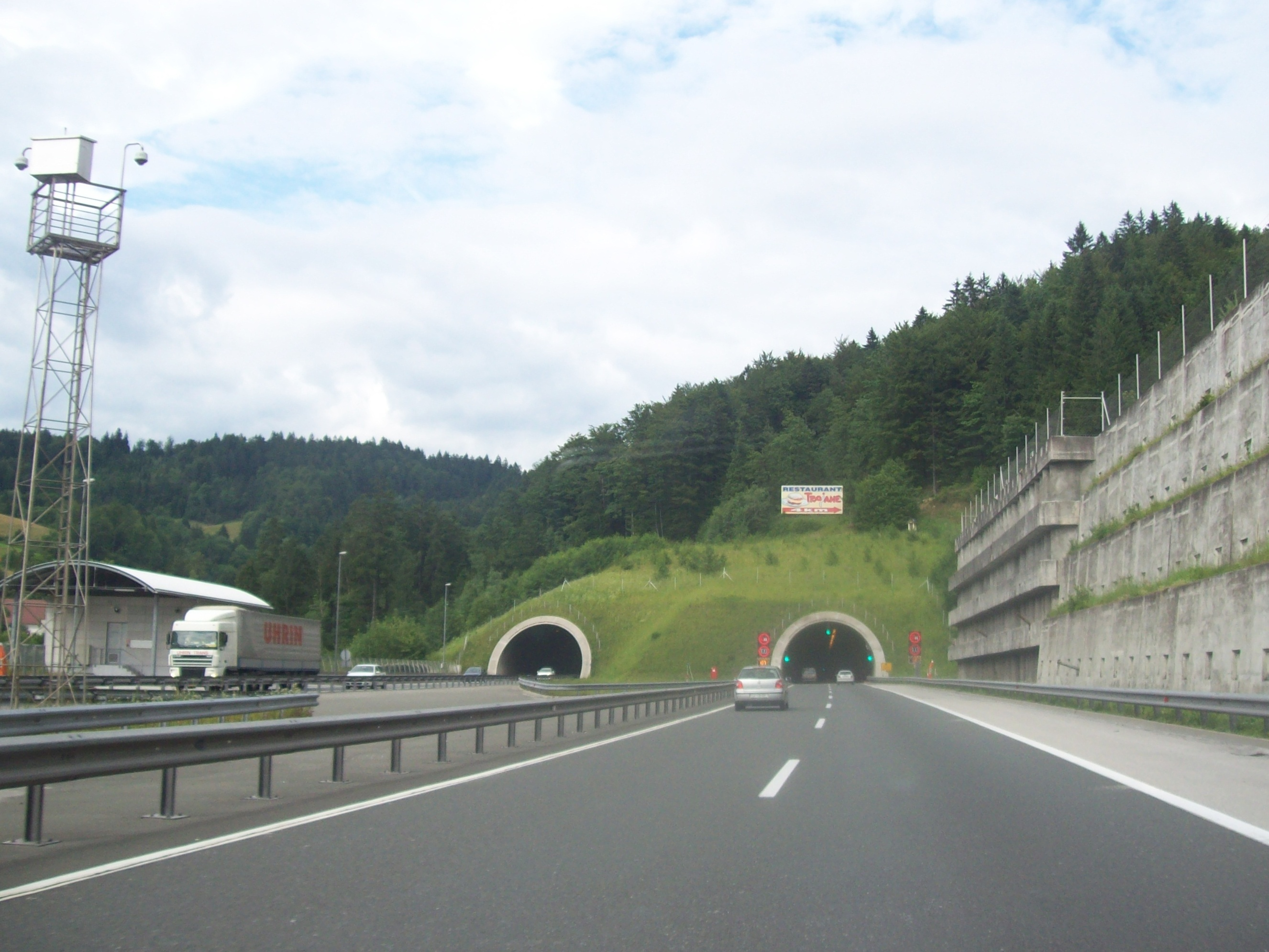
Jižní portál tunelu

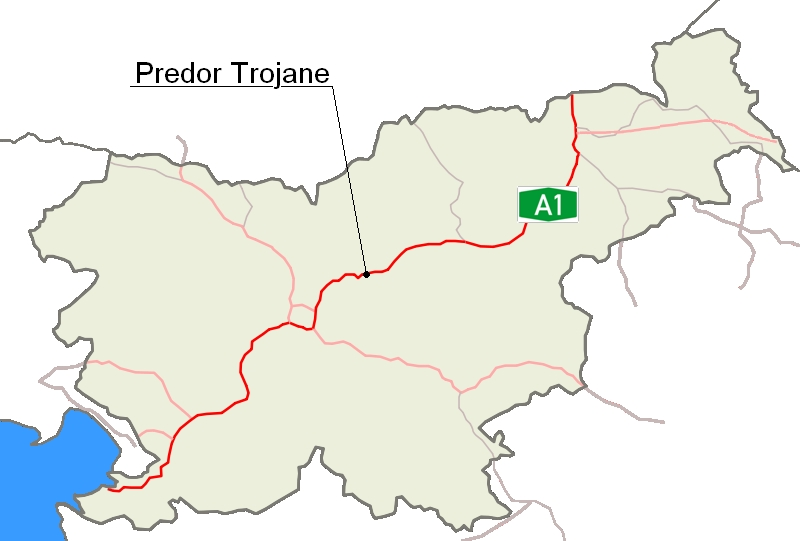
Poloha tunelu na dálnici A1

Dálniční tunel Trojane (slovinsky Predor Trojane nebo Trojanski predor) je tunel ve Slovinsku. Je součástí dálnice A1, nachází se na jejím 80. až 82. kilometru. Levý tubus (směr Celje) měří 2931 m, pravý tubus (směr Lublaň) měří 2841 m. Jedná se o nejdelší slovinský dvoutubusový tunel.
V každém tubusu jsou dva jízdní pruhy široké 3,5 m, výška profilu tunelu je 4,7 m.
Tunel náleží k úseku dálnice Trojane-Blagovica, který byl uveden do provozu 12. srpna 2005, čímž bylo dokončeno spojení mezi městy Maribor a Koper.